# United Nations Peacemaker
United Nations Peacemaker (scritto anche UN Peacemaker) è uno strumento online delle Nazioni Unite per la gestione del sistema informativo a sostegno delle forze di pace internazionali.
Il compito dell'UN Peacemaker, è quello di fornire risorse per i mediatori internazionali, come informazioni circa gli accordi di pace ed i mandati delle forze di pace.
La banca dati contiene più di 350 accordi di pace firmati dal 1945 in poi, e oltre 500 documenti, articoli e citazioni da libri contenenti importanti analisi, mediazioni delle Nazioni Unite e altri argomenti correlati.
In primo luogo, UN Peacemaker comprende una vasta e assortita Biblioteca in materia giuridica, contenente la struttura legale che giuda gli sforzi delle Nazioni Unite nelle azioni di pace.
Inoltre, il sito offre un facile accesso all'approfondimento della conoscenza circa le missioni di pace, mettendo a disposizione una serie di note e documenti, quali i Peacemaker's Toolbox, Lessons Learned, Case Briefs, Operational Guidance Notes, Knowledge Essays, i Comments circa gli accordi di pace e sulla gestione dei processi di pace.
Le lezioni di "peacemaking" derivano dalla vasta esperienza delle Nazioni Unite in questo campo, mentre le linee guida e i commenti provengono da interviste a membri dello staff delle Nazioni Unite o agli stessi Peacemakers.
Pubblicamente presentato il 3 ottobre 2006, esso è parte del Dipartimento per gli affari politici (DPA), con il compito di fornire consigli e supporto al Segretario Generale e ai suoi rappresentanti per risolvere controversie internazionali e conflitti interni.